# خواهری از سفر آرزوها (فیلم)
خواهری از سفر آرزوها (به انگلیسی: The Sisterhood of the Traveling Pants) یک فیلم درام آمریکایی، محصول سال ۲۰۰۵ شرکت برادران وارنر است.
در سال ۲۰۰۸ دنباله‌ای بر این فیلم به نام خواهری از سفر آرزوها ۲ منتشر‌شد.

## بازیگران
- آمبر تامبلین در نقش تیبی رولینز
- آمریکای فررا در نقش کارمن لاول
- بلیک لایولی در نقش بریجت وریلند
- الکسیز بلدل در نقش لنا کارگاریس
- برادلی وایتفورد در نقش پدر کارمن، آلبرت لاول
- جینا بوید در نقش بایلی گرافمان
- نانسی تراویس در نقش لیدیا رودمن
- کایل اشمید در نقش پاول رودمن
- مایک فوگل در نقش اریک ریچمن
- مایکل رادی در نقش کوستاس دونلاس
- کریستی ماردسن در نقش اولیویا
- امیلی تننت در نقش کریستا رودمن
- لئوناردو نام در نقش برایان مکبرایان